# قاضی و دختر جوان
قاضی و دختر جوان (ایتالیایی: Stangata in famiglia؛ معنای تحت‌اللفظی: هزینه غیرمترقبه در خانواده) با نام انگلیسی یک غافلگیری خانوادگی (انگلیسی: A surprise in the family) یک فیلم کمدی سکسی سبک ایتالیایی به کارگردانی فرانکو نوچی است که در سال ۱۹۷۶ منتشر شد.

## گزیدهٔ بازیگران

تبلیغ نمایش فیلم در روزنامه‌ی اطلاعات ۲۲ مرداد ۱۳۵۷

- پی‌یرو ماتسارلا
- لینو بانفی
- فمی بنوسی
- رٌمی شِل
- ماریزا مرلینی
- پاتریتسیا گوری
- کریس آورام
- ایزابلا بیاجینی
- هلن شانل
- ایدا مِـدا

## نمایش فیلم در ایران
فیلم قاضی و دختر جوان در تاریخ سه‌شنبه ۳ مرداد ۱۳۵۷ خورشیدی تنها در یک شب در سینما سینه‌موند تهران به نمایش درآمد. این فیلم جایگزین فیلم گزارش (عباس کیارستمی) شده‌ بود، ولی به دلایلی، نمایش این فیلم بعد از یک روز متوقف شد و از روز بعد، نمایش فیلم گزارش تا ۱۰ مرداد و بعد از وقفه تعطیلی سینماهای تهران (۱۱-۱۸ مرداد) تا ۲۲ مرداد ادامه یافت .
نمایش فیلم قاضی و دختر جوان از تاریخ دوشنبه ۲۳ مرداد ۱۳۵۷ در سینما سینه‌موند تهران مجددا از سر گرفته شد و پس از ۱۷ روز نمایش در تاریخ ۱۶ شهریور ۱۳۵۷ جای خودر را به فیلم روباه بلستون داد. سینماها به مدت یک هفته از ۳۰ مرداد تا ۵ شهریور به دلیل حادثه سینما رکس آبادان و ایام سوگواری ماه رمضان تعطیل بودند.